# Аусгейр Трейсті
Аусгейр Трейсті Ейнарссон (нім. Ásgeir Trausti Einarsson, нар. 1 липня 1992, Лейгарбаккі) — ісландський співак, чия музика описується як мелодійний фольк. У своїх ісландських релізах, він заслужив довіру як Asgeir Trausti, але з 2013 року, виходячи на міжнародну арену, почав використовувати мононім Asgeir як псевдонім. Аусгейр виступає з власною групою «Ásgeir Trausti Band», а також грає на гітарі в ісландській групі The Lovely Lion.
Аусгейр походить з родини музикантів і виріс у сільській місцевості. Він вчився грати на класичній гітарі, проте збирався зробити спортивну кар'єру у метанні списа. Після того, як Аусгейр надіслав демозаписи кількох своїх пісень продюсеру Гвюдмюндюреві Йоунссону (Guðmundur Kristinn Jónsson — гітаристу ісландської регі-команди «Hjálmar»), його переконали зайнятись музикою професійно.
Дебютним альбомом Асгейра «Dyrd í dauðaþögn» випущений 2012 року, перший сингл з якого, «Sumargestur», підняв його на другу сходинку в «Tónlist» (неофіційний ісландський музичний чарт). Альбом «Dýrð í dauðaþögn» відзначився небаченим комерційним успіхом: принаймні 1 з 10 ісландців придбав його. Майже всі тексти пісень музичного гурту пише батько Аусгейра, Ейнар Георг Ейнарссон (Einar Georg Einarsson), меншою мірою долучається його друг Юльюс Роубертссон (Júlíus Aðalsteinn Róbertsson), котрий також інколи виступає на бек-вокалі.
Аусгейр відрізняється відкритістю до жанрових експериментів: він заспівав у пісні «Hvítir Skor» авторства хіп-хопера Blaz Roca, котра стала справжнім різдвяним хітом. Сингл залишався у верхній частині ісландському Singles Chart протягом 9 тижнів поспіль починаючи з грудня 2012 року і аж до кінця січня 2013 року.
Англомовна версія альбому «Dyrd í dauðaþögn» була випущена під назвою «In the Silence» міжнародним релізом 27 січня 2014 року на лейблі One Little Indian Records, але став доступним в Інтернеті на iTunes вже 28 жовтня 2013 року. Американський співак Джон Грант допоміг з перекладом текстів англійською мовою і продакшеном альбому. Судячи з онлайн-продажів, альбом потрапив у чарти в Бельгії та Нідерландах.